# Gazeta de Notícias

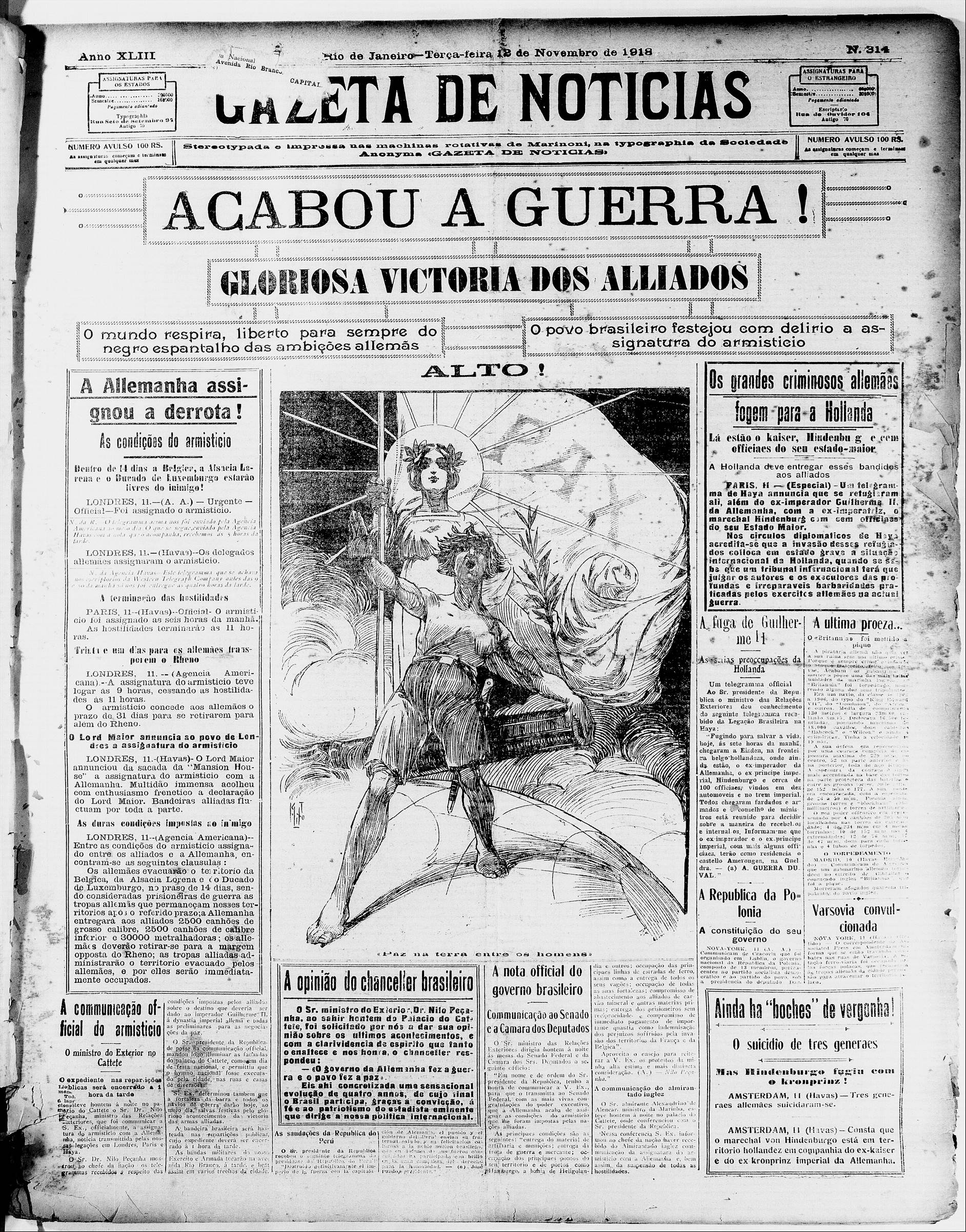
Gazeta de Notícias

A Gazeta de Notícias foi um periódico publicado no Rio de Janeiro. Circulou entre agosto de 1875 e 1956.

## História
Fundado por Manuel Carneiro, José Ferreira de Araújo e Elísio Mendes, em 2 de agosto de 1875, o jornal introduziu uma série de inovações na imprensa brasileira, como o emprego do clichê, das caricaturas e da técnica de entrevistas, chegando a ser um dos principais jornais da capital federal durante a Primeira República.
Também abriu espaço para a literatura (que publicava em folhetins) e promoveu o debate dos grandes temas nacionais da época. Antimonarquista e abolicionista, foi em suas páginas que José do Patrocínio (sob o pseudônimo de Prudhome) iniciou a sua campanha pela abolição da escravatura (1879). Machado de Assis, Capistrano de Abreu, Olavo Bilac, Euclides da Cunha, João do Rio e os portugueses Eça de Queirós e Ramalho Ortigão, entre outros, também escreveram para a Gazeta.

## Colaboração de Machado naGazeta de Notícias
A Gazeta de Notícias foi o jornal em que Machado de Assis colaborou por mais tempo como cronista, de 1883 até 1900, adotando vários pseudônimos. De 1883 a 1886 publicou, sob o pseudônimo de Lélio, os "comentários humorísticos" das "Balas de Estalo". Em 1886 publicou, sob o pseudônimo João das Regras, os diálogos "A + B", de duração efêmera. De 1886 a 1888, sob o pseudônimo de Malvólio, publicou os "comentários rimados" da "Gazeta de Holanda", de 1888 a 1889, publicou "crônicas leves, alegres, bem humoradas" com o título de "Bons Dias!" e, de 1892 a 1900, publicou sua coluna de mais longa duração, "A Semana".